# Rue des Pénitentes
La rue des Pénitentes est une voie de Nantes, en France.

## Situation et accès
Située dans le centre-ville de Nantes, la rue des Pénitentes, qui relie la rue Saint-Jean à la place du Port-Communeau, est rectiligne, bitumée et ouverte à la circulation automobile. Au sud, elle rencontre l'extrémité sud-est de la rue d'Aguesseau.

## Origine du nom
Elle rappelle l'établissement de religieuses de la « maison de Sainte-Marie-Madeleine, dite des Pénitentes » dans cette rue. 

## Historique
Jusqu'au XIIIe siècle, l'axe principal nord-sud de la cité liait le Port-Communeau, le long de l'Erdre au Port-Maillard, le long de la Loire. Il était composé des actuelles rues des Pénitentes, Saint-Jean, Saint-Vincent, de Briord, des Chapeliers et des Petites-Écuries. À la fin du Moyen Âge, l'axe de communication se déplace vers l'ouest. Il est formé des actuelles rues Léon-Blum (anciennement « rue du Port-Communeau »), Saint-Léonard, des Carmes, place du Change et de la Paix, dans le prolongement de la ligne des ponts franchissant la Loire. Dès lors, la rue des Pénitentes fait partie d'un axe secondaire,.
Vers 1671,, Marguerite Lory (1624-1694), veuve de François Bienvenue, fonde une maison d'accueil pour « filles débauchées ». Cet établissement, situé à l'extrémité nord-ouest du chemin qui mène au Port-Communeau, est pourvu d'une chapelle (la « chapelle des Pénitentes »), et d'un cimetière au sud de l'ensemble, le long de la future rue des Pénitentes. L'établissement est érigé en monastère de religieuses le 23 juillet 1729.
En 1786, les Cordeliers du couvent tout proche cède un terrain pour l'élargissement de la rue, dans le cadre d'un projet d'urbanisme qui voit la création dans le quartier de la rue d'Aguesseau, qui mène aux nouvelles place de la Chambre-des-Comptes et rue Royale.
Lors de la Révolution, les Pénitentes refusent de prêter serment. Le 23 septembre 1791, il est ordonné à l'établissement de renvoyer les pensionnaires de moins de 25 ans, et en février 1793, les Pénitentes quittent le lieu, qui est partiellement vendu comme bien national le 13 décembre 1793,.
En mars 1793, l'ancienne maison des Pénitentes est utilisée comme lieu de détention pour accueillir les paysans insurgés contre la levée en masse, puis en avril comme lieu d'hébergement pour les soldats républicains volontaires. Le bâtiment est ensuite renommé prison des Sans-Culottes, et sert de prison militaire. Les conditions d'hygiène y sont très mauvaises. La prison est fermée en 1794, et reconvertie en hôpital.
La rue a longtemps formé une seule voie avec la rue Saint-Jean. Jusqu'au XVIe siècle, la voie est désignée sous l'appellation de chemin, avec comme précision « qui va des frères mineurs au Port-Communeau » ou « qui va de Saint-Jean au Port-Comuneau ». Puis l'artère était appelée « rue des Cordeliers » (différente de la rue des Cordeliers ouverte à côté en 1835) lorsqu'elle était considérée ne faire qu'une avec l'actuelle rue Saint-Jean, ou, après l'établissement de religieuses de la « maison de Sainte-Marie-Madeleine, dite des Pénitentes » dans cette portion du chemin, « rue des Pénitentes ». Sous la Révolution, la voie est baptisée « rue Bacon », du nom porté par le moine Roger Bacon (1214-1294) et le philosophe Francis Bacon (1561-1626). La dénomination « rue des Pénitentes » est officialisée en 1816.